# Angerona valens
Angerona valens är en fjärilsart som beskrevs av Eugen Wehrli 1940. Angerona valens ingår i släktet Angerona och familjen mätare. Inga underarter finns listade i Catalogue of Life.